# Surya Bahadur Thapa

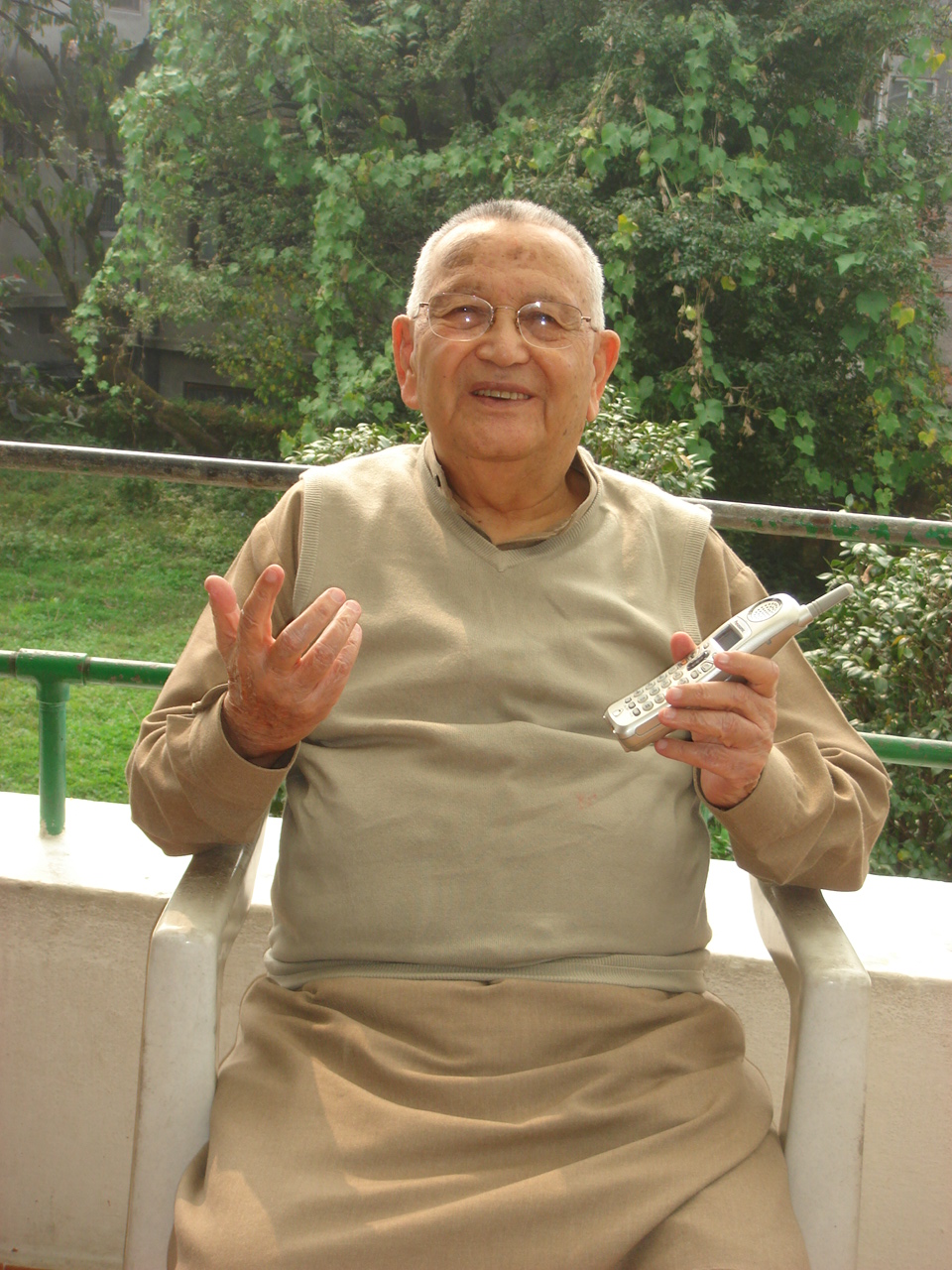
Surya Bahadur Thapa, 2005

Surya Bahadur Thapa (* 21. März 1928 im Dorf Muga, Distrikt Dhankuta, Zone Koshi, Region Ost (Purva); † 15. April 2015 in Neu-Delhi) war ein nepalesischer Politiker.

## Leben
Thapa begann seine politische Laufbahn 1958, als er zum Mitglied der Nationalversammlung sowie zum Vorsitzenden des Beratenden Rates (Advisory Council) gewählt wurde. 1959 erfolgte seine Wahl zum Mitglied des Oberhauses. 1960 wurde er zum Minister für Landwirtschaft, Forsten und Industrie in die erste Regierung von Premierminister Tulsi Giri berufen. Bei einer Kabinettsumbildung erfolgte 1962 seine Ernennung zum Minister für Finanzen und Wirtschaftsangelegenheiten. Am 23. Dezember 1963 wurde er als Nachfolger Giris selbst erstmals Premierminister einer bis zum 26. Februar 1964 amtierenden Regierung.
Thapa wurde am 26. Januar 1965 erneut Nachfolger Giris als Premierminister. In dieser Funktion entließ er 1967 den früheren Premierminister Bishweshwar Prasad Koirala, der sich seit seiner Entlassung 1960 in Haft befand. Nach mehr als vierjähriger Amtszeit folgte ihm am 7. April 1969 Kirti Nidhi Bista als Premierminister. Im Oktober 1972 wurde er selbst festgenommen, nachdem er in einer 13-Punkte-Resolution demokratische Reformen forderte, und anschließend zu einer Freiheitsstrafe von zwei Jahren verurteilt.
Als er am 30. Mai 1979 zum dritten Mal Premierminister wurde, erließ er eine Amnestie für alle im Exil befindlichen Politiker. Zwischen 1981 und 1982 war er darüber hinaus auch Außenminister. Wiederum nach mehr als vierjähriger Regierungszeit wurde er am 12. Juli 1983 als Premierminister durch Lokendra Bahadur Chand ersetzt.
Als 1990 ein Mehrparteiensystem ermöglicht wurde, gründete er die Nationaldemokratische Partei (Rashtriya Prajatantra Party) und wurde deren Präsident, während der Royalist L.B. Chand Fraktionsvorsitzender der RPP wurde. Diese Aufteilung der Verantwortung führte jedoch bald zu einem tiefen Bruch und einem gewalttätigen Machtkampf innerhalb der Partei. 1994 wurde Thapa bei einer Nachwahl selbst zum Abgeordneten des Repräsentantenhauses gewählt. Am 12. September 1995 unterstützte die RPP aktiv die Nepalesische Kongresspartei (NCP) bei der Bildung einer Koalitionsregierung mit Sher Bahadur Deuba als Premierminister.
Im Oktober 1997 warf er Chand vor, eine Schachfigur in den Händen der Kommunistischen Partei Nepals-Vereinigte Marxisten-Leninisten (KPN-VML) zu sein und verließ mit 13 weiteren Abgeordneten der RPP die erst am 12. März 1997 von Chand gebildete Koalitionsregierung, die allerdings von der KPN-VML dominiert wurde. Daraufhin wurde Thapa am 7. Oktober 1997 selbst zum vierten Mal Premierminister und stand einer aus RPP, NCP und Nepal Sadbhavana Party (NSP) bestehenden Koalition vor. Nach sechsmonatiger Amtszeit folgte ihm am 15. April 1998 Girija Prasad Koirala, der Vorsitzende der Kongresspartei, im Amt des Premierministers.
Am 5. Juni 2003 wurde er von König Gyanendra entgegen der Präferenz der wichtigen politischen Parteien zum fünften Mal zum Premierminister ernannt und übernahm in seiner Regierung abermals das Amt des Außenministers. Nach knapp einjähriger Amtszeit wurde er am 3. Juni 2004 entlassen und übergab das Amt an Sher Bahadur Deuba.
Zuletzt verließ er die RPP und wurde 2005 Gründer und Präsident der Nationalen Partei der Volksmacht (Rashtriya Janashakti Party), die bei der Wahl zur Verfassunggebenden Versammlung Nepals 2008 allerdings nur 3 der 601 Sitze erreichen konnte.